# Mistrzostwa NCAA Division I w Zapasach w 1953
Mistrzostwa NCAA Division I w zapasach rozgrywane były w State College w dniach 28–29 marca 1953 roku. Zawody odbyły się w Rec Hall, na terenie Uniwersytetu Stanu Pensylwania.
- Outstanding Wrestler – Frank Bettucci

## Wyniki

### Drużynowo
| Kolejność | Szkoła                        | Zespół        |
| --------- | ----------------------------- | ------------- |
| 1.        | Pennsylvania State University | Nittany Lions |
| 2.        | University of Oklahoma        | Sooners       |
| 3.        | Cornell Iowa                  | Rams          |
| 4.        | Oklahoma State University     | Cowboys       |
| 4.        | University of Northern Iowa   | Panthers      |

### All American

#### 115 lb
| Lp. | Zawodnik        | Szkoła              |
| --- | --------------- | ------------------- |
| 1.  | Hugh Peery      | Pittsburgh          |
| 2.  | Bob Christensen | Northwestern        |
| 3.  | Richard Meeks   | Illinois            |
| 4.  | Art Helf        | Franklin & Marshall |

#### 123 lb
| Lp. | Zawodnik     | Szkoła        |
| --- | ------------ | ------------- |
| 1.  | Dick Mueller | Minnesota     |
| 2.  | Donald Reece | Oklahoma      |
| 3.  | Pat McCarron | Northern Iowa |
| 4.  | John Lee     | Harvard       |

#### 130 lb
| Lp. | Zawodnik       | Szkoła         |
| --- | -------------- | -------------- |
| 1.  | Norvard Nalan  | Michigan       |
| 2.  | Dick Lemyre    | Penn State     |
| 3.  | Jim Howard     | Ithaca         |
| 4.  | Ed Casalicchio | Michigan State |

#### 137 lb
| Lp. | Zawodnik        | Szkoła     |
| --- | --------------- | ---------- |
| 1.  | Len DeAugustino | Lock Haven |
| 2.  | Norton Compton  | Illinois   |
| 3.  | Gerry Maurey    | Penn State |
| 4.  | Ron Scott       | Oklahoma   |

#### 147 lb
| Lp. | Zawodnik       | Szkoła          |
| --- | -------------- | --------------- |
| 1.  | Frank Bettucci | Cornell College |
| 2.  | Bob Hoke       | Michigan State  |
| 3.  | Don Frey       | Penn State      |
| 4.  | Charles Uram   | Pittsburgh      |

#### 157 lb
| Lp. | Zawodnik      | Szkoła         |
| --- | ------------- | -------------- |
| 1.  | Jim Harmon    | Northern Iowa  |
| 2.  | Dan Sniff     | Colorado State |
| 3.  | John Eagleton | Oklahoma       |
| 4.  | Vito Perrone  | Michigan State |

#### 167 lb
| Lp. | Zawodnik     | Szkoła          |
| --- | ------------ | --------------- |
| 1.  | Don Dickason | Cornell College |
| 2.  | Frank Marks  | Oklahoma        |
| 3.  | Joe Lemyre   | Penn State      |
| 4.  | Dana Eastham | Brown           |

#### 177 lb
| Lp. | Zawodnik        | Szkoła         |
| --- | --------------- | -------------- |
| 1.  | Ned Blass       | Oklahoma State |
| 2.  | Alfred Paulekas | Army           |
| 3.  | Bob Wirds       | Iowa State     |
| 4.  | Ed Lanzi        | Toledo         |

#### 191 lb
| Lp. | Zawodnik      | Szkoła        |
| --- | ------------- | ------------- |
| 1.  | Hud Samson    | Penn State    |
| 2.  | Charles Weber | West Chester  |
| 3.  | Dick Torio    | Toledo        |
| 4.  | Gus Gatto     | Northern Iowa |

#### Open
| Lp. | Zawodnik       | Szkoła                               |
| --- | -------------- | ------------------------------------ |
| 1.  | Dan McNair     | Auburn                               |
| 2.  | Gene Nicks     | Oklahoma State                       |
| 3.  | Eldred Kreamer | Pittsburgh                           |
| 4.  | Jack Ellena    | University of California–Los Angeles |